# Avenir中心
Avenir中心（法語：Centre Avenir）是一座位於加拿大新布藍茲維省蒙克頓的室內體育館。體育館於2018年9月啟用，是魁北克初級專業冰球聯賽蒙克頓野貓的主場。

## 著名活動
它和哈利法克斯的加拿大豐業銀行中心共同舉辦了2023年世界青年冰球錦標賽。

## 外部連結
- 官方網站 （页面存档备份，存于）
- 法語官方網站 （页面存档备份，存于）